# Mathias Karlsson
Mathias Karlsson, född 9 januari 1995, är en svensk fotbollsmålvakt som spelar för IF Karlstad.

## Karriär
I januari 2018 värvades Karlsson av Örebro SK från Carlstad United.
I december 2019 värvades Karlsson av GAIS, där han skrev på ett tvåårskontrakt. Karlsson gjorde sin Superettan-debut den 16 juni 2020 i en 1–0-vinst över Jönköpings Södra.
I januari 2022 värvades Karlsson av IF Karlstad. I december 2022 förlängde han sitt kontrakt i klubben. I december 2023 förlängde Karlsson sitt kontrakt igen med IF Karlstad. Under försäsongen 2024 slet han av ena hälsenan och det rapporterades att han skulle bli borta från spel i minst ett halvår.